# Радич
Ра́дич — село в Україні, в Самбірському районі Львівської області. Населення становить 784 осіб. Орган місцевого самоврядування — Турківська міська рада.

## Географія
Селом протікає Радицький Потік.

## Церква
Дерев'яна, в честь пророка Божого Іллі, збудована у 1924 році майстром зі Сколівщини Лукою Снігурем у модернізованому бойківському стилі. Розташована на горі при дорозі у верхній частині села. Вівтар церкви орієнтований на схід. Храм є триверхою, тризрубною будівлею. З заходу до бабинця прилягає триарковий ґанок (тепер закрита веранда). До вівтаря з півдня прилягає невелика прямокутна ризниця, вкрита двосхилим дахом. Оточує будівлю широке піддашшя, оперте на профільовані виступи вінців зрубів. Стіни підопасання шальовані вертикально дошками, надопасання — дошками і лиштвами, четверики і восьмерики — кожуховані ґонтами. У 1958-1989 роках церква стояла замкнена через атеїстичну діяльність тогочасної радянської влади. Церква на даний час належить до ПЦУ.
А також будується Кирило-Мефодіївський монастир (УПЦ), на території якого є два храми: нижній дерев'яний в честь Архистратига Божого Михаїла (2004), а верхній в честь святих Кирила і Мефодія вчителів Слов'янських (2015).